# Domaňovce
Domaňovce (em húngaro: Dománfalva; alemão: Gross-Tomsdorf) é um município da Eslováquia, situado no distrito de Levoča, na região de Prešov. Tem 3,67 km² de área e sua população em 2018 foi estimada em 932 habitantes.

## Demografia
| Ano:        | 1994 | 2004   | 2014   | 2024   |
| ----------- | ---- | ------ | ------ | ------ |
| Broj ljudi: | 873  | 880    | 930    | 919    |
| Razlika:    |      | +0,80% | +5,68% | -1,18% |

| Ano:               | 2023 | 2024   |
| ------------------ | ---- | ------ |
| Número de pessoas: | 882  | 919    |
| Diferença:         |      | +4,19% |